# الدوري التشيكوسلوفاكي 1974–75
الدوري التشيكوسلوفاكي 1974–75 هو الموسم 68 من الدوري التشيكوسلوفاكي ‏. أشرف على تنظيمه اتحاد جمهورية التشيك لكرة القدم، وكان عدد الأندية المشاركة فيه 16، وفاز فيه نادي سلوفان براتيسلافا.